# Judiska bosättningsområdet i Kejsardömet Ryssland

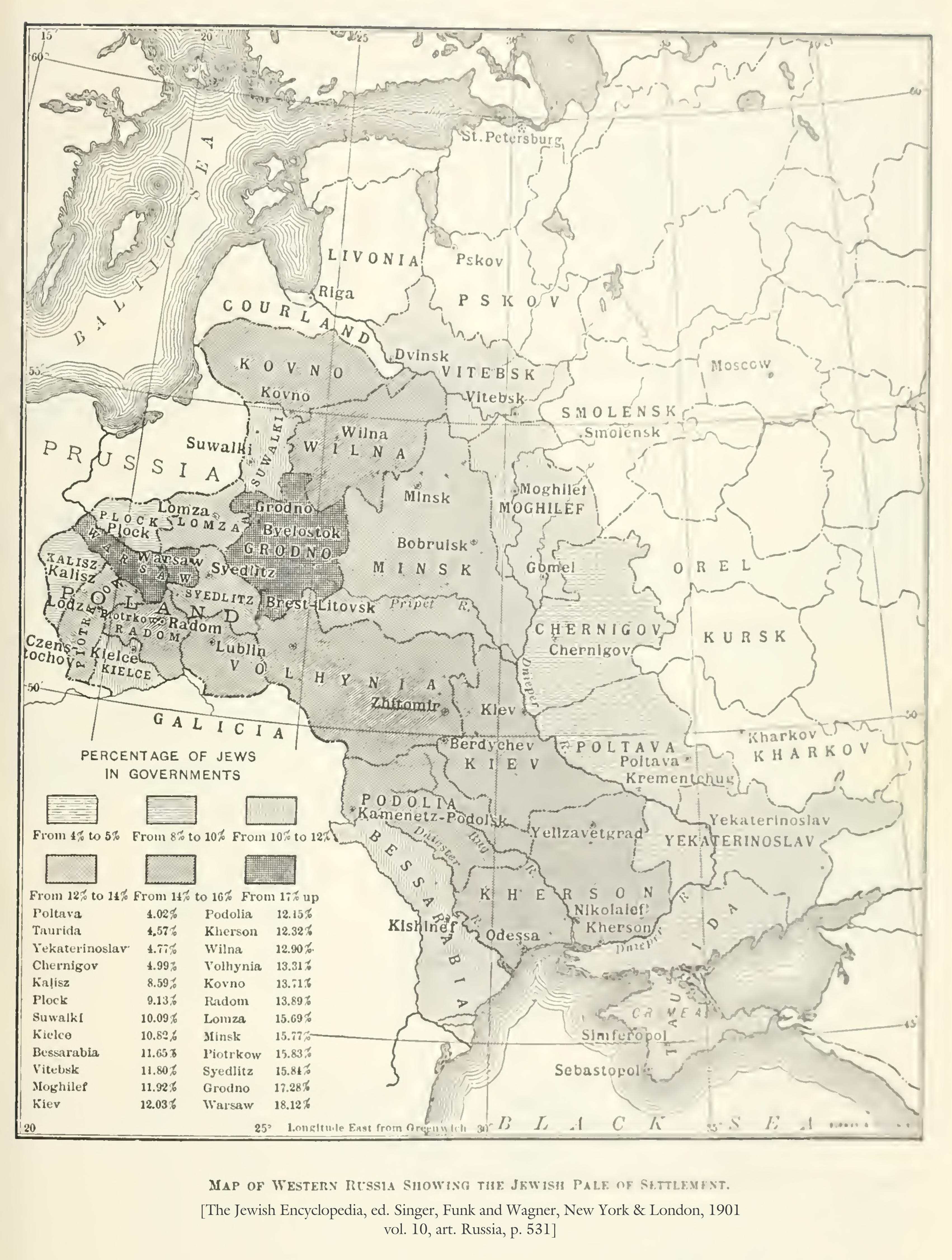
Bosättningsområdet för judar i Kejsardömet Ryssland (röd linje) och den ryska lydstaten Kongresspolen. Karta från Jewish Encyclopedia 1901-06. Markeringarna anger den judiska befolkningen i procent av hela befolkningen i varje län. Det ljusaste betyder omkring 5 %, det mörkaste över 17 %.

Det judiska bosättningsområdet i Kejsardömet Ryssland (ryska: Черта́ осе́длости, tr. tjerta osedlosti) var ett område i västra Ryssland där den judiska befolkningen var hänvisad att bosätta sig. När bosättningsområdet var som störst sträckte det sig längs Rysslands västra gräns från Östersjön ned till Svarta havet. Det existerade från 1791 till 1917.
I engelskspråkig historisk forskning används ofta termen Pale of Settlement för området. (Pale betyder påle och i överförd bemärkelse gräns.)

## Historik
Restriktioner för var judar fick bosätta sig i Ryssland infördes efter krigen mot det Polsk-litauiska samväldet vid senare delen av 1700-talet, då Ryssland efter Polens delningar utvidgade sitt territorium med territorier ur Polen-Litauen och hertigdömet Kurland. Dessa landområden hade en stor östeuropeisk judisk befolkning som nu blev ryska undersåtar. 
Det polsk-litauiska samväldet hade under sekler varit en fristad för judar som flytt undan korsriddarna, förföljelserna under digerdöden och förvisats från länder i väst- och centraleuropa före och under reformationen och motreformationen. Vid slutet av 1700-talet bodde omkring en miljon judar, över hälften av Europas judiska befolkning, i Polen-Litauen. Vid delningen av Polen-Litauen 1772–95 kom omkring 300 000 av dem att bo på ryskt territorium.
Ett speciellt bosättningsområde för judar infördes 1791 under Katarina II:s styre. Till en början bestod området av några län i nuvarande Vitryssland och Ukraina men det utvidgades i takt med att Kejsardömet Ryssland införlivade ytterligare delar av östra Europa.
Det slutgiltiga judiska bosättningsområdet grundades av tsar Nikolaj I år 1835 och varade till ryska revolutionen 1917. Det sträckte sig som en bred korridor från Lettland i norr till Ukraina i söder. Administrativt omfattade området de ryska guvernementen Bessarabien, Cherson, Grodno, Jekaterinoslav, Kiev, Kovno, Minsk, Mogiljov, Podolien, Poltava, Taurien, Tjernigov, Vitebsk, Volynien och Vilna samt de polska guvernementen Warszawa, Piótrkow, Kalisz, Radom, Kielce, Lublin, Siedlce, Plock, Łomża och Suvalki. Endast med särskilda tillstånd kunde judar bo och verka utanför området.
1897 var drygt 4,8 miljoner judar bosatta i området. De utgjorde 11,6 % av bosättningsområdets befolkning. 82 % av judarna bodde i städer eller shtettels och de utgjorde 36,9 % av den urbana befolkningen. 
Under två perioder, 1881–84 och 1903–06, skakades bosättningsområdet av våldsamma pogromer. Judar misshandlades och dödades, judiska hem plundrades och byggnader sattes i brand. Förföljelser och trakasserier ledde till att över två miljoner ryska judar emigrerade mellan 1881 och 1914. Majoriteten emigrerade till USA.
Under andra världskriget utsattes befolkningen i området, nu Sovjetunionens västliga delar, för de tyska SS-Einsatzgruppernas massmord och massakrer.
Idag existerar Judiska autonoma länet i sydöstra Sibirien invid gränsen mot Kina.